# Тиридат III
Тиридат III (250—330) је био краљ Јерменије из арсакдиске династије (285—330), познат још и као Тиридат Велики.
Био је савременик цара Диоклецијана. Године 301. прогласио је хришћанство званичном религијом Јерменије, учинивши Јерменију тако првом хришћанском земљом на свету.

## Црквено предање и канонизација
На почетку своје владавине сурово је прогонио хришћане. По предању пао је у тешко лудило због тога и након што га је излечио Свети Григорије Просветитељ променио је однос према хришћанима и постао њихов заштитник.
Православна црква помиње Светог Тиридата 29. новембра по јулијанском календару.